# Засурский, Иван Иванович
Ива́н Ива́нович Засурский (род. 29 августа 1974, Москва) — российский журналист, продюсер и общественный деятель, специалист по истории средств массовой информации России; кандидат филологических наук.
Заведующий кафедрой новых медиа и теории коммуникации факультета журналистики МГУ им. М. В. Ломоносова (до 2022 года). Основатель и издатель интернет-издания «Частный корреспондент». Автор более 500 публикаций в периодических изданиях в России и за рубежом. Ведущий ток-шоу «Пресс-клуб XXI». Внук Ясена Засурского. Писатель, продюсер, отец пятерых детей. Генеральный директор компаний "Вернский" и "Право Автора", президент и основатель Ассоциации интернет-издателей, проживает в России, в Москве.
С 2012 года по 2022 год — член Совета при Президенте Российской Федерации по развитию гражданского общества и правам человека. Продюсер, издатель и автор доклада комиссии по экологическим правам СПЧ по климату "Зелёный поворот".

## Деятельность

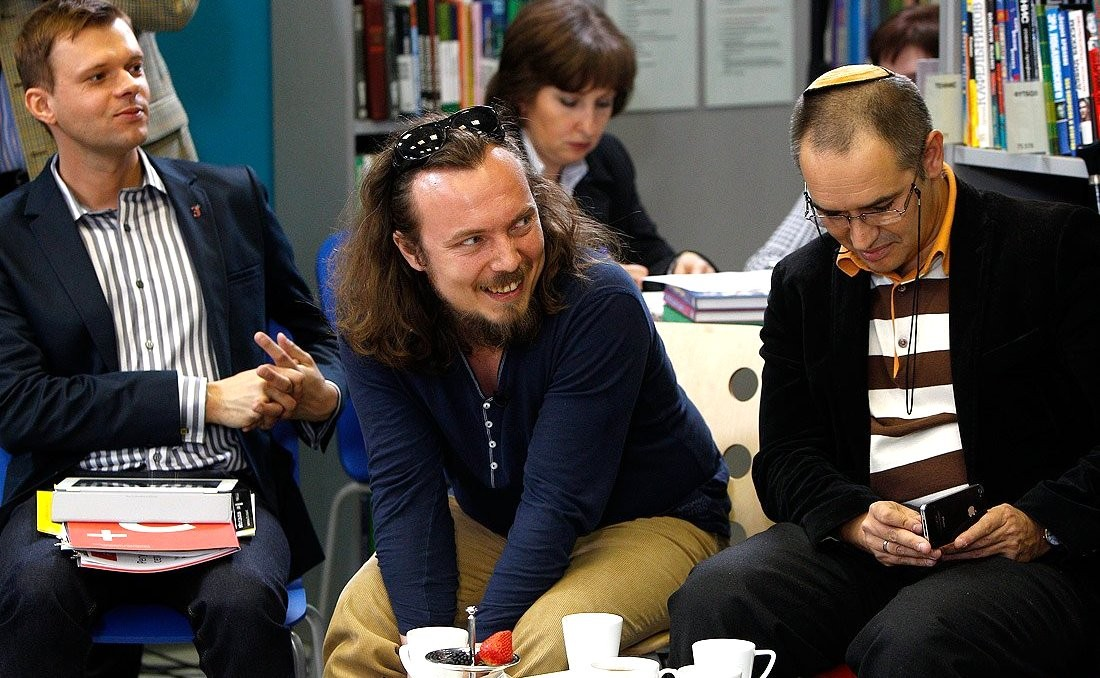
Исполнительный директор Регионального общественного центра интернет-технологий, директор Российской ассоциации электронных коммуникаций Сергей Плуготаренко, президент Ассоциации интернет-издателей, главный редактор интернет-издания «Частный корреспондент» Иван Засурский, журналист, учредитель благотворительного фонда «Помоги.орг» Антон Носик на встрече Д. А. Медведева с представителями интернет-сообщества

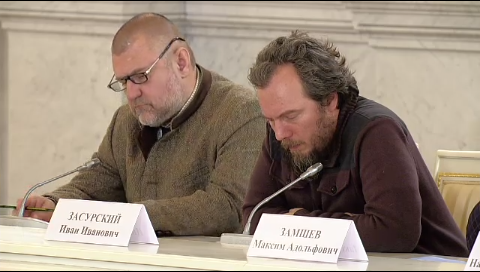
И. И. Засурский и председатель Национального антикоррупционного комитета К. В. Кабанов на заседании Совета при Президенте Российской Федерации по развитию гражданского общества и правам человека (11 декабря 2018 года)

Родился 29 августа 1974 года в Москве. Карьеру начал в начале 1990-х годов репортёром в «Независимой газете», в возрасте 17 лет. В 1993 году стал заведующим отделом экономики «Независимой газеты». В этот же период учился на факультете журналистики МГУ, который окончил в 1996 году с красным дипломом. Следующий год работал в «Общей газете» координатором по развитию.
В 1997 г. на время ушёл из профессиональной журналистики и стал советником первого заместителя Председателя Правительства Российской Федерации Бориса Немцова. Опыт политической деятельности у Засурского уже имелся, так как в 1995 г. был руководителем предвыборной кампании губернатора Нижегородской области.
В 1999 году издал книгу «Масс-медиа второй республики» — исследование на тему истории средств массовой информации России в 1990-е годы. Книга затрагивает тему превращения СМИ из так называемой четвёртой власти в своеобразные агенты новых политических центров. Книга была удостоена премии МГУ им. И. И. Шувалова.
В 1998 г. на факультете журналистики МГУ им. М. В. Ломоносова защитил диссертацию на соискание учёной степени кандидата филологических наук на темуу «СМИ России в условиях глобальных процессов трансформации: формирование новой системы информации и её роль в политической жизни страны 1990—1998 годов». В те же годы являлся младшим научным сотрудником факультета журналистики МГУ.
К началу 2000-х годов полностью возвратился в профессиональную журналистику, особый интерес для него представляли набирающие популярность сетевая журналистика и блогинг как новые формы журналистского дела. Стал содиректором Российско-Американского центра Университета штата Нью-Йорк и провёл лекционный тур по восточному побережью США. Стал директором Лаборатории Медиакультуры и Коммуникации факультета Журналистики МГУ, через несколько лет — заведующим кафедрой новых медиа и теории коммуникации.
В 2001—2005 годах работал в интернет-холдинге «Рамблер» в должности заместителя генерального директора по связям с общественностью, позже — директора по спецпроектам, готовил научные доклады компании. В процессе подготовки к продаже акций компании «Рамблер-медиа» Засурский совершил сделку «Рамблера» c ICQ.
В 2005 году был включён в первую тройку партийного списка Социал-демократической партии России (СДПР) на выборах в Московскую городскую думу IV созыва. Однако, 27 октября 2005 года Московская избирательная комиссия признала недействительными 26,55 % подписей избирателей и отказала в регистрации городского списка партии.
Осенью 2006 года был приглашён в «СУП» директором по маркетингу. Из-за расхождения во мнениях покинул эту компанию в следующем году.
В декабре 2009 года одним из первых подписал открытое письмо с призывом реформы российской системы авторского права. Впоследствии также выступал по вопросам проблем для общества, создаваемым существующим законодательством в области авторского права.
Лауреат премии МГУ им. И. И. Шувалова (1999) за книгу «Масс-медиа второй республики».
В 2011 году выступил в роли продюсера фильма Generation П — экранизации одноимённого романа Виктора Пелевина в постановке Виктора Гинзбурга. В мае 2016 года стало известно о готовящемся выходе фильма по мотивам другого произведения Пелевина — Empire V; продюсером этого фильма также стал Иван Засурский.
Лауреат вики-премии «Свободные знания» (2014).
В 2019 году занялся проблемами глобального изменения климата. В сентябре 2019 года на сайте Совета по правам человека опубликовал статью, в которой предложил для России новую национальную идею, основанную на экологических принципах, выраженную им короткой формулой: «Мать природа — Родина-мать!». В декабре 2019 года на встрече с президентом России В. Путиным Иван Засурский сообщил ему об угрозах России, связанных с климатическими изменениями и призвал к технологической трансформации экономики России в рамках новой государственной политики в области климата. В феврале 2020 года Засурский представил интернет-платформу climatescience.ru, которая агрегирует научные публикации по проблемам изменения климата, а также является площадкой для общения экспертов по вопросам климатических изменений. В 2021 году на данной платформе был опубликован 200-страничный Доклад Постоянной комиссии по экологическим правам Совета по правам человека при Президенте России, получивший название «Зелёный поворот». В книге акцентируется внимание на том, как именно изменение климата окажет влияние на Россию, а также предлагается взглянуть на проблему климата как на уникальную возможность для технологической трансформации страны. Предложения были услышаны президентом и способствовали изменению позиции России в отношении глобальных мер борьбы с изменением климата.
В 2021 году Засурский был включён в федеральный список Российской партии свободы и справедливости на выборах в Государственную думу, но данная партия в Думу не прошла.

## Частный корреспондент
В октябре 2008 года создал «Частный корреспондент» — российское интернет-издание, первым в России полностью перешедшее на лицензию Creative Commons. Одной из основных причин этого стало желание помочь Русской Википедии и дать возможность талантливым людям проявить себя в области гражданской журналистики. В ноябре 2011 года «Частный корреспондент» стал победителем Премии Рунета в номинации «Культура и массовые коммуникации».

## Научный Корреспондент
Проект «Научный Корреспондент» стартовал в октябре 2015 года. Основная задача проекта: дать возможность студентам — авторам учебных и квалификационных работ — опубликовать свои произведения, чтобы сохранить за собой права на свои тексты, включив их в научный оборот. Площадке также отводится информационная и координационная функция, для установления контактов между будущими специалистами и работодателями.
«Научный корреспондент» построен на технологической базе площадки банка знаний Vernsky.ru, который был запущен в 2013 году. Эти и другие проекты (Climatescience.ru и Noosphere.ru) были уничтожены во время "хакерской атаки" на сервера СПбГУ в марте 2025 года.